# 아다마와주 (나이지리아)

아다마와주의 위치

아다마와주(영어: Adamawa State)는 나이지리아의 북동부에 있는 주로, 주도는 욜라이다. 면적은 36,917km2이며, 인구는 3,737,223명(2005년)이다. 1991년 8월 27일 옛 공골라주에서 분리되어 신설되었다. 북서쪽으로는 보르노주, 서쪽으로는 곰베주, 남서쪽으로는 타라바주와 접하며 동쪽으로는 카메룬과 국경을 접한다.

## 이름
'아다마와'는 1806년~1848년에 일어난 부족 국가의 전쟁 지휘자의 이름이다. 아다마와는 많은 영토와 부족을 정복했으며, 1841년에 그는 베누에강의 부근에 현재 아다마와주의 주도인 욜라를 건설했다. 이웃한 카메룬에도 아다마와주가 있다.